# Mouilleron-Saint-Germain
Mouilleron-Saint-Germain község Franciaország Loire mente régiójában, Vendée megyében. Új községként 2016. január 1-jén jött létre Mouilleron-en-Pareds és Saint-Germain-l’Aiguiller község egyesítésével. Az egyesüléskor az új község lélekszáma 1895 fő lett. Lakosainak száma 1749 fő (2022. január 1.).

## Népesség
| Lakosok száma | 1845 | 1825 | 1806 | 1786 | 1770 | 1749 |
|               | 2017 | 2018 | 2019 | 2020 | 2021 | 2022 |